# Toshiya Ishii
Toshiya Ishii (石井 俊也 Ishii Toshiya?), född 19 januari 1978 i Shizuoka prefektur, är en japansk före detta fotbollsspelare.
Ishii började sin karriär 1996 i Urawa Reds. Han spelade 141 ligamatcher för klubben. 2003 flyttade han till Vegalta Sendai. Efter Vegalta Sendai spelade han för Kyoto Sanga FC, Roasso Kumamoto och Fujieda MYFC. Han avslutade karriären 2013.